# Villa Bonita
Villa Bonita es una localidad argentina situada en el Departamento Oberá, en la provincia de Misiones. Administrativamente depende del municipio de Campo Ramón, de cuyo centro urbano dista unos 7 kilómetros.

## Historia
En la década de 1940, en el empalme de la ruta provincial 103 con la Picada Internacional fue instalado un almacén de ramos generales perteneciente a Otto Kelm. A su alrededor fueron asentándose viviendas de manera desordenada. En 1944, se estableció en las inmediaciones la escuela n.º 306.
En 1946, en el lugar todavía no existía una estafeta de correos, por lo que toda la correspondencia llegaba al puerto de Barra Bonita. En la Dirección de Tierras y Bosques de la Nación se encontraba como inspector Heriberto G. Ferreyra, quien sugiere a los pobladores de Villa Bonita la creación de una oficina de correos, recibiendo como respuesta que ese trámite ya lo habían realizado pero que al no cumplir con todos los requisitos el mismo había sido rechazado en varias oportunidades. Ferreyra se encargó de cumplir con estos requisitos censando a los pobladores y acompañando de estadísticas, faltando así sólo decidir el nombre para el paraje. Los vecinos del lugar fueron consultados, quienes decidieron que quedara a criterio de Ferreyra la elección del nombre. Basándose en el nombre del arroyo Bonito y del puerto de Barra Bonita, ambos cercanos, Ferreyra manifestó que la palabra Bonita o Bonito le traía recuerdos de sus viajes por Brasil, lugar donde esta palabra es muy usada. Recordando un pueblo cercano a Río de Janeiro, llamado Moza Bonita (en portugués, mujer bonita), Ferreyra decidió bautizar a esta villa en formación como Villa Bonita, en homenaje al conjunto de mujeres bonitas que forman parte de los hogares de los colonos. El nombre fue aceptado por todos los vecinos y luego de completadas las formalidades por Resolución Oficial fue creada la Estafeta de Villa Bonita.
El pueblo creció desorganizadamente en chacras fiscales de la sección VI, que había sido mensurada en 1969. En la década de 1980, la Dirección General de Tierras ordenó el trazado que debían respetar las ocupaciones, resultando todas en manzanas irregulares. 
La mayor importancia en población y actividades respecto a Campo Ramón, donde se asienta la Municipalidad y la mayor parte de los servicios, llevaron a los habitantes de Villa Bonita a reclamar en diversas ocasiones el traslado de los mismos a su pueblo, intenciones que nunca tuvieron éxito.

## Población

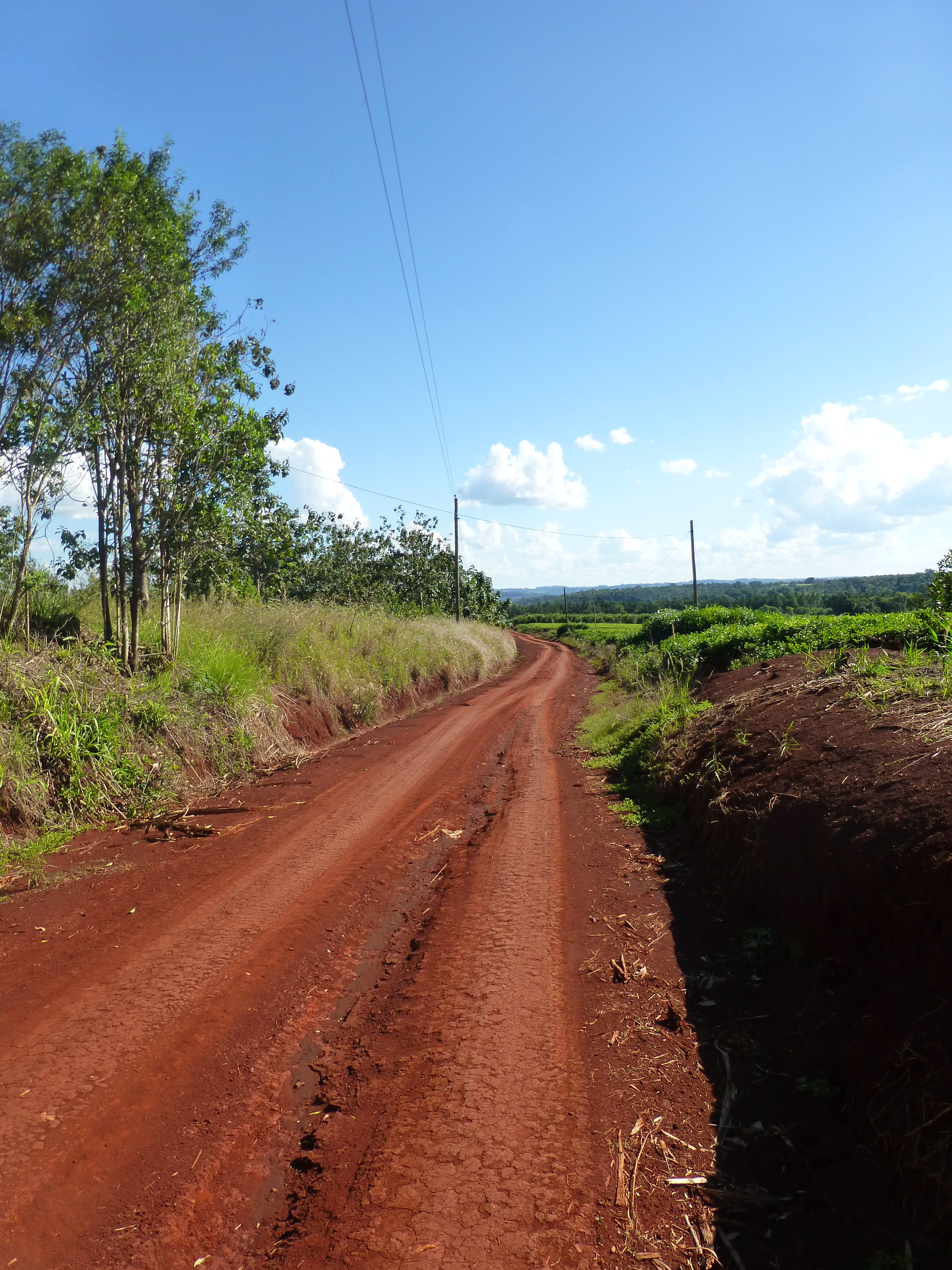
Camino rural en Villa Bonita

Villa Bonita fue censada a partir del año 1980, contabilizando una población de 499 habitantes y 123 viviendas. En el censo nacional del año 1991, la población había aumentado a 800 habitantes y 192 viviendas. En 2001, la población alcanzó los 1329 habitantes y 323 hogares.

## Vías de comunicación
Su principal vía de acceso es la ruta provincial 103, que la vincula por asfalto al noroeste con Campo Ramón y Oberá, y al sudeste con Santa Rita y Alba Posse
Entre sus atractivos se destaca un ejemplar milenario de grapia.